# Pothos curtisii
Pothos curtisii är en kallaväxtart som beskrevs av Joseph Dalton Hooker. Pothos curtisii ingår i släktet Pothos och familjen kallaväxter. Inga underarter finns listade.